# Souvigné-sur-Sarthe
Souvigné-sur-Sarthe est une commune française, située dans le département de la Sarthe en région Pays de la Loire et traversé par la Taude, peuplée de 606 habitants.
La commune fait partie de la province historique du Maine.

## Géographie
La commune se situe aux confins de l'Anjou et du Maine, dans une avancée du département de la Sarthe dans le département voisin de la Mayenne.
| Saint-Brice (Mayenne)         | Saint-Brice (Mayenne)         | Sablé-sur-Sarthe                                |
| Bouère (Mayenne)              | Souvigné-sur-Sarthe           | Sablé-sur-Sarthe                                |
| Saint-Denis-d'Anjou (Mayenne) | Saint-Denis-d'Anjou (Mayenne) | Sablé-sur-Sarthe, Saint-Denis-d'Anjou (Mayenne) |

### Climat
Pour des articles plus généraux, voir Climat des Pays de la Loire et Climat de la Sarthe.
En 2010, le climat de la commune est de type climat océanique altéré, selon une étude du CNRS s'appuyant sur une série de données couvrant la période 1971-2000. En 2020, Météo-France publie une typologie des climats de la France métropolitaine dans laquelle la commune est exposée à un climat océanique et est dans la région climatique  Moyenne vallée de la Loire, caractérisée par une bonne insolation (1 850 h/an) et un été peu pluvieux. 
Pour la période 1971-2000, la température annuelle moyenne est de 11,6 °C, avec une amplitude thermique annuelle de 14,2 °C. Le cumul annuel moyen de précipitations est de 679 mm, avec 11,5 jours de précipitations en janvier et 6,3 jours en juillet. Pour la période 1991-2020, la température moyenne annuelle observée sur la station météorologique de Météo-France la plus proche, sur la commune de Saint-Loup-du-Dorat à 7 km à vol d'oiseau, est de 12,2 °C et le cumul annuel moyen de précipitations est de 760,0 mm,. Pour l'avenir, les paramètres climatiques de la commune estimés pour 2050 selon différents scénarios d'émission de gaz à effet de serre sont consultables sur un site dédié publié par Météo-France en novembre 2022.

## Urbanisme

### Typologie
Au 1er janvier 2024, Souvigné-sur-Sarthe est catégorisée commune rurale à habitat dispersé, selon la nouvelle grille communale de densité à sept niveaux définie par l'Insee en 2022.
Elle est située hors unité urbaine. Par ailleurs la commune fait partie de l'aire d'attraction de Sablé-sur-Sarthe, dont elle est une commune de la couronne,. Cette aire, qui regroupe 39 communes, est catégorisée dans les aires de moins de 50 000 habitants,.

### Occupation des sols
L'occupation des sols de la commune, telle qu'elle ressort de la base de données européenne d’occupation biophysique des sols Corine Land Cover (CLC), est marquée par l'importance des territoires agricoles (89,6 % en 2018), en diminution par rapport à 1990 (91,5 %). La répartition détaillée en 2018 est la suivante : 
terres arables (55,9 %), prairies (31 %), forêts (8,5 %), zones agricoles hétérogènes (2,8 %), zones urbanisées (1,9 %). L'évolution de l’occupation des sols de la commune et de ses infrastructures peut être observée sur les différentes représentations cartographiques du territoire : la carte de Cassini (XVIIIe siècle), la carte d'état-major (1820-1866) et les cartes ou photos aériennes de l'IGN pour la période actuelle (1950 à aujourd'hui).

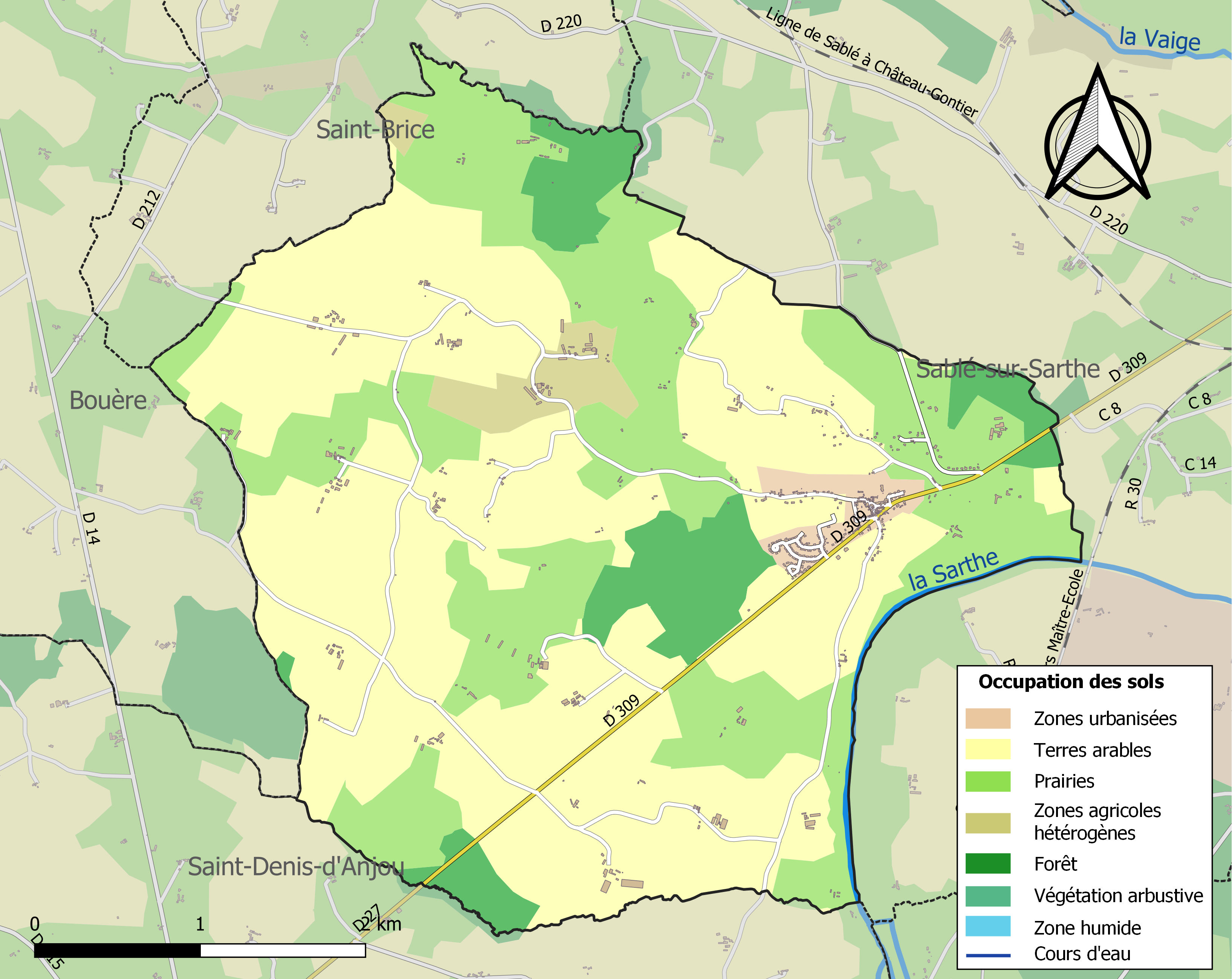
Carte des infrastructures et de l'occupation des sols de la commune en 2018 (CLC).

## Toponymie
Le toponyme est attesté sous les formes Silviniacus en 851 et Solviniacum vers 1100. Il serait issu de l'anthroponyme latin Silvinius. La Sarthe limite le territoire au sud-est.
Le gentilé est Solviniacois.

## Histoire
L'origine de la paroisse viendrait d'un monastère, donné par Hugues de Juvardeil à l'abbaye du Ronceray d'Angers et transformé plus tard en prieuré.
Au XIVe siècle, Jean de Souvigné possède la seigneurie, il épousa Hélène, la fille de P. d'Aubigné, écuyer, seigneur de la Touche en Anjou.
La seigneurie passe ensuite aux « Anjou de la Roche-Talbot », puis à Bertrand de La Jaille, chambellan du roi René d'Anjou.
Souvigné fut dépendante de la sénéchaussée angevine de La Flèche. La commune est aujourd'hui située dans le Maine angevin.

## Politique et administration

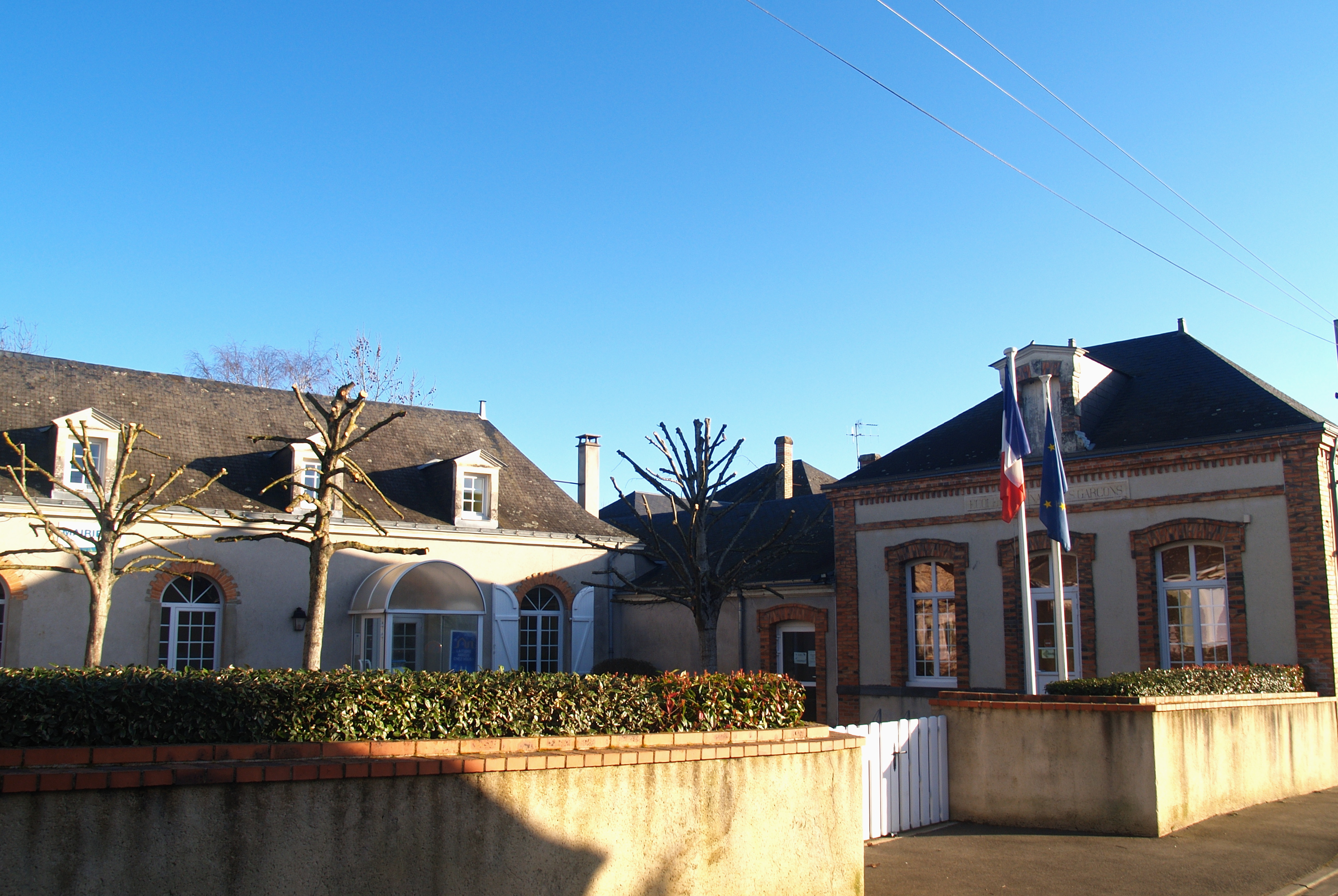
La mairie et l'école primaire.

La commune fait partie de la communauté de communes de Sablé-sur-Sarthe. Le conseil municipal est composé de quinze membres dont le maire et trois adjoints.

## Démographie
L'évolution du nombre d'habitants est connue à travers les recensements de la population effectués dans la commune depuis 1793. Pour les communes de moins de 10 000 habitants, une enquête de recensement portant sur toute la population est réalisée tous les cinq ans, les populations de référence des années intermédiaires étant quant à elles estimées par interpolation ou extrapolation. Pour la commune, le premier recensement exhaustif entrant dans le cadre du nouveau dispositif a été réalisé en 2006.
En 2022, la commune comptait 606 habitants, en évolution de −3,81 % par rapport à 2016 (Sarthe : −0,25 %, France hors Mayotte : +2,11 %).
Souvigné-sur-Sarthe a compté jusqu'à 731 habitants en 1861.
| 1793 | 1800 | 1806 | 1821 | 1831 | 1836 | 1841 | 1846 | 1851 |
| ---- | ---- | ---- | ---- | ---- | ---- | ---- | ---- | ---- |
| 581  | 473  | 554  | 440  | 677  | 676  | 689  | 713  | 731  |

| 1856 | 1861 | 1866 | 1872 | 1876 | 1881 | 1886 | 1891 | 1896 |
| ---- | ---- | ---- | ---- | ---- | ---- | ---- | ---- | ---- |
| 700  | 703  | 661  | 645  | 605  | 584  | 567  | 558  | 551  |

| 1901 | 1906 | 1911 | 1921 | 1926 | 1931 | 1936 | 1946 | 1954 |
| ---- | ---- | ---- | ---- | ---- | ---- | ---- | ---- | ---- |
| 526  | 473  | 484  | 403  | 449  | 442  | 465  | 417  | 448  |

| 1962 | 1968 | 1975 | 1982 | 1990 | 1999 | 2006 | 2011 | 2016 |
| ---- | ---- | ---- | ---- | ---- | ---- | ---- | ---- | ---- |
| 409  | 371  | 389  | 423  | 455  | 522  | 619  | 609  | 630  |

| 2021 | 2022 | - | - | - | - | - | - | - |
| ---- | ---- | - | - | - | - | - | - | - |
| 613  | 606  | - | - | - | - | - | - | - |

## Lieux et monuments

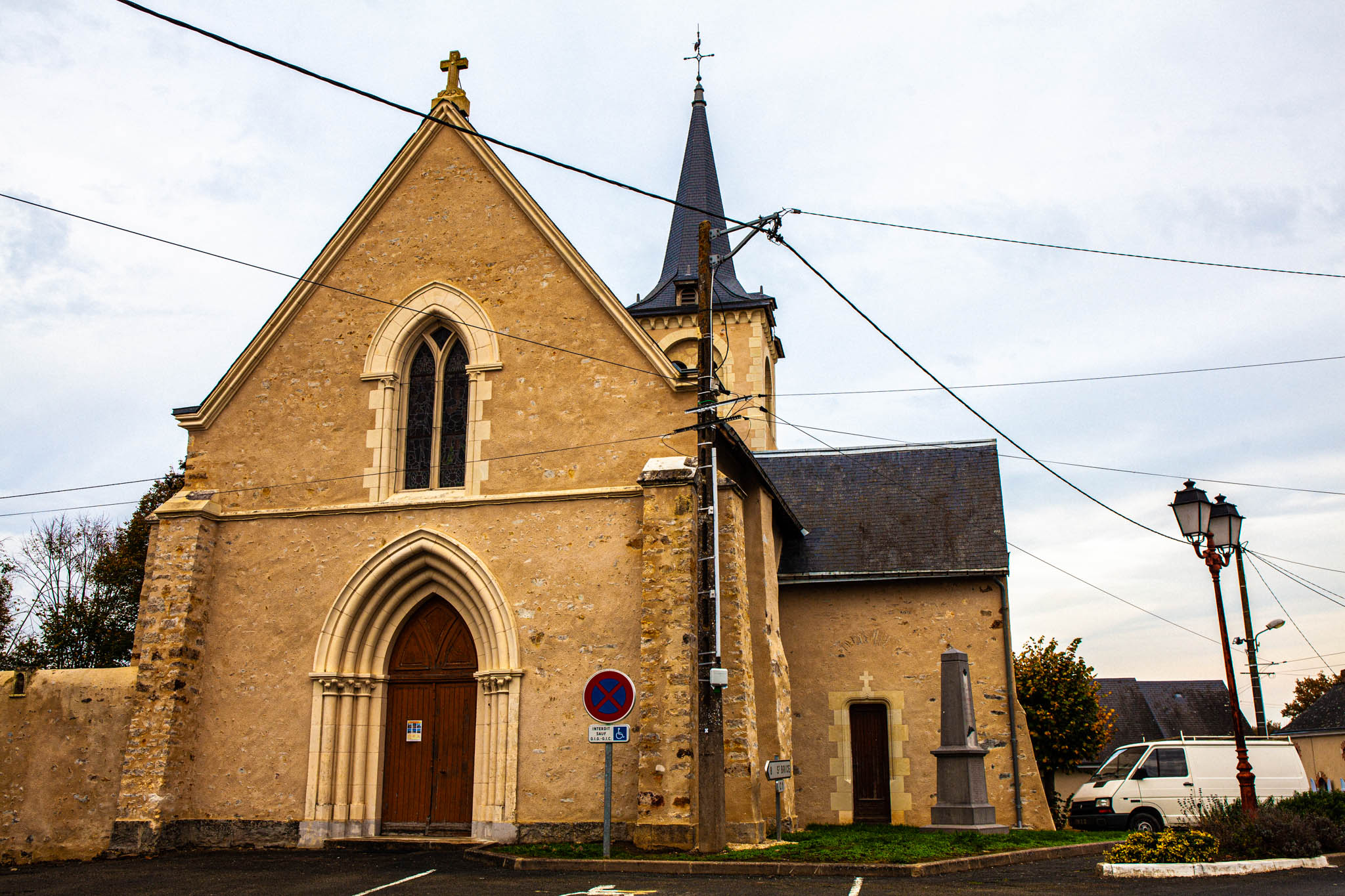
L'église Saint-Maurille restaurée, depuis la place de l'Église.

- L'église Saint-Maurille : l'évêque d'Angers saint Maurille, au Ve siècle, se serait arrêté dans la forêt de Souvigné, en se rendant en Angleterre. De là viendrait le vocable de l'église. Au XVIIe siècle, on montrait encore la pierre sur laquelle le saint se serait reposé. Un retable avec tableau et statues est classé à titre d'objet aux Monuments historiques[24].
- Château de la Roche Talbot.
- Château de la Haute Porte.